# اقتصاد الحالة الثابتة

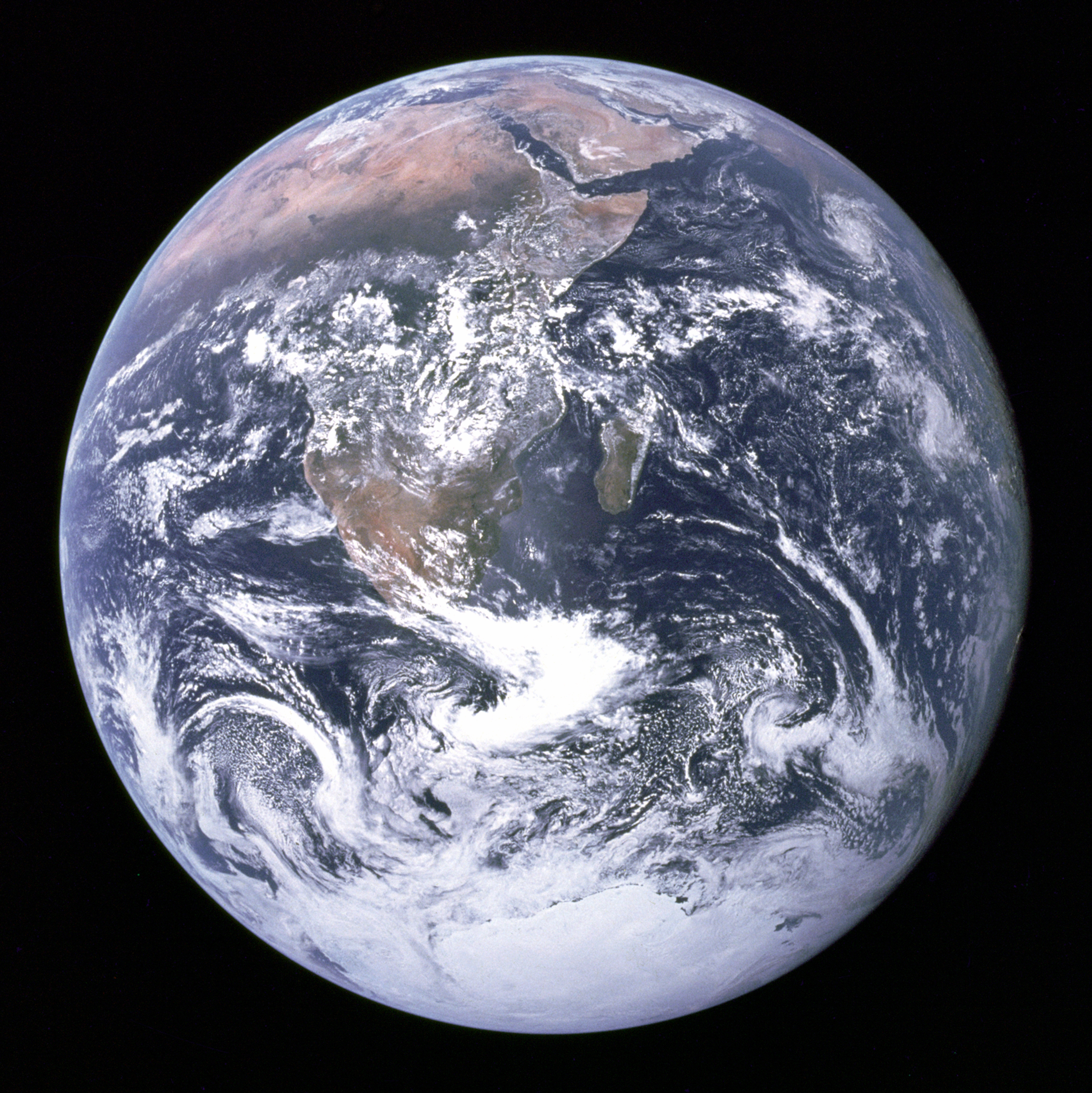

اقتصاد الحالة الثابتة (بالإنجليزية: Steady-state economy)‏، هو اقتصاد يتألف من رصيد ثابت من الثروة المادية (رأس المال) وحجم سكاني ثابت. في الواقع، مثل هذا الاقتصاد لا ينمو. ويشير المصطلح عادةً إلى الاقتصاد الوطني لبلد معين، ولكنه ينطبق أيضا على النظام الاقتصادي لمدينة أو منطقة أو العالم بأسره. في وقت مبكر من تاريخ الفكر الاقتصادي، تأمل الاقتصادي الكلاسيكي آدم سميث من القرن الثامن عشر مفهوم الدولة الثابتة للاقتصاد. ورأى سميث أن أي اقتصاد وطني في العالم سوف ينتقل عاجلا أو آجلا إلى حالة نهائية من "الاستقرارية"

## الأسباب البيئيّة لاقتصاد الحالة الثابتة

### الوضع الحالي: تجاوز الحدود العالمية للنمو
وجّهت المشاكلُ البيئية المتصاعدة في العالم الاهتمام بمفهوم اقتصاد الحالة الثابتة. منذ تسعينيات القرن العشرين، قدمت معظم المقاييس دليلًا على أن حجم الاقتصاد العالمي يتجاوز بكثير الحدود العالميّة الحرجة للنمو الاقتصادي بالفعل
وفقا لقياس البصمة البيئية، فإنه تم اجتياز القدرة الاستيعابية للأرض — أي قدرة الأرض على استيعاب السكان والمستويات الاستهلاكية على المدى الطويل —بحوالي 30% عام 1995. بحلول عام 2018، ازداد هذا الرقم إلى نحو 70%. في الواقع، تواجه البشرية تجاوزًا تعداديًا كبيرًا في وقتنا الحالي. حفّز الأثر الكبير للأنشطة البشرية على النظم البيئيّة للأرض بعض الجيولوجيين على اقتراح أن تسمى الفترة الحالية بالأنثروبوسين. أثارت القضايا التالية الكثير من القلق في جميع أنحاء العالم:
الزيادة السكانية
من المتوقع أن يبلغ عدد سكان العالم 9.8 مليار نسمة بحلول عام 2050، وأن يستمر في النمو بعد ذلك. يفرض هذا العدد غير المسبوق من البشر بالفعل ضغطًا وتهديدًا على البيئات الطبيعية وموائل الحياة البريّة في كل مكان، الأمر الذي يؤدي إلى زيادة مستويات التلوث وتدهور ظروف المعيشة البشرية. إن التوسع الحضري غير الخاضع للسيطرة يجبر الملايين على العيش في مدن صفيح مزدحمة، ويتضخم حجم المدن الكبرى لكي تصبح مدنًا ذات مناطق عشوائية بمعدلات جريمة عالية. قد تؤدي الزيادة في عدد السكان إلى صراعات اجتماعية وعنف، عندما يتنافس عدد كبيرٌ من البشر وخاصة الشباب منهم، على فرص عمل قليلة للغاية في ظل اقتصادات راكدة.
التلوث والاحتباس الحراري
يضرّ تلوّث الهواء النّاجم عن المركبات الآلية والمصانع بالصحة العامة ويزيد من معدلات الوفيات. يعد تركيز ثاني أكسيد الكربون وغيره من غازات الدفيئة في الغلاف الجوي المصدر الجلي المؤكد لظاهرة الاحتباس الحراري العالمي وتغير المناخ.
تؤدي تبعات الاحتباس الحراري العالمي الإقليمية وارتفاع مستويات سطح البحر الناجمة عنه إلى تدهور الظروف المعيشية في العديد من المناطق حول العالم — إن لم تكن جميعها — كما يشكّل الاحتباس الحراري بالفعل تهديدًا أمنيًّا للعديد من الدول، وللاستقرار الجغرافي السياسي بوصفه «مضاعفًا للتهديد». الأسوأ من ذلك أن فقدان جليد القطب الشمالي قد يؤدي إلى إطلاق كميات هائلة من غاز الميثان وغيره من الغازات المسببة للاحتباس الحراري بسبب التربة المذابة في المنطقة، وبالتالي إرباك العمل السياسي اللازم لمواجهة تغير المناخ. إذا اجتيز حدّ درجة الحرارة الحرجة، فقد ينتقل مناخ الأرض من «جليدي» إلى حالة «الاحتباس الحراري» لأول مرة منذ 34 مليون سنة.
يعد استخدام مصادر الطاقة المتجددّة واحدًا من أكثر الحلول الشائعة لمواجهة أزمة المناخ، ولكن له أيضًا بعض الآثار البيئية. تُقدَّم من أنصار ومؤيدي نظريات مثل تراجع نمو اقتصاد الحالة الثابتة والاقتصاد الدائري باعتبارها واحدةً من الأدلة التي تؤكد أن تحقيق أساليب تكنولوجيا الاستدامة ليس كافيًا وأن هناك حاجة إلى وضع حدٍ للاستهلاك.
في عام 2019، نُشِر تقرير جديدٌ بعنوان «البلاستيك والمناخ» وممّا جاء فيه أن البلاستيك سيساهم عام 2019 في غازات الاحتباس الحراري بما يعادل 850 مليون طن من ثاني أكسيد الكربون إلى الغلاف الجوي. طبقًا للوضع والمؤشرات الحاليّة، ستنمو الانبعاثات السنوية إلى 1.34 مليار طن بحلول عام 2030. بحلول عام 2050، قد يساهم البلاستيك في إنتاج 56 مليار طن من انبعاثات غازات الدفيئة، ما يصل إلى 14% من موازنة الكربون المتبقية على الأرض، هذا مع استثناء الضرر الذي سيلحق بالعوالق النباتية. يشير التقرير أيضًا إلى أن الحلول التي تتضمن خفض الاستهلاك هي وحدها التي يمكن أن تحلّ المشكلة، بينما الحلول الأخرى مثل البلاستيك القابل للتحلل، وتنظيف المحيطات، واستخدام الطاقة المتجددة في صناعة البلاستيك يمكن أن تساهم بشكل قليل في الحل، بل إنه في بعض الحالات قد تزيد الوضع سوءًا. يخلص تقرير آخر يتحدث عن كل الآثار البيئية والصحية للبلاستيك إلى نفس الشيء.
نضوب المعادن غير المتجددة
تستخرج حاليًا احتياطيات معادن غير متجددة بمعدلات مرتفعة وغير مستدامة من القشرة الأرضية. من المرجح أن تصبح الاحتياطيات المتبقية أكثر تكلفةً عند استخراجها في المستقبل القريب، وسوف تنضب عند نقطة ما. قد يتوقف عصر التوسع الاقتصادي السلمي نسبيًا الذي ساد عالميًا منذ الحرب العالمية الثانية بسبب صدمات العرض غير المتوقعة أو أن ينجح ببساطة في الوصول إلى ذروة مسارات النضوب للنفط وغيرها من المعادن الثمينة. في عام 2020، وصل معدل استخدام الموارد الطبيعية لأول مرة إلى أكثر من 110 مليار طن سنويًا.
استنفاد إجمالي للموارد المتجددة
يقوّض ويضعضع استخدام الموارد المتجددة بما بتجاوز معدّلات تجديدها الاستقرار البيئيّ في جميع أنحاء العالم. بين عامي 2000 و 2012، أدت إزالة الغابات إلى قطع حوالي 14% من الغطاء الحرجي الأصلي للأرض. أزيلت أجزاء من الغابات المطيرة الاستوائية بوتيرة سريعة لعقود من الزمان — خاصة في غرب ووسط أفريقيا وفي البرازيل — وذلك غالبا بسبب الزراعة والضغط السكاني والتحضر. تعمل الضغوط السكانية على إجهاد أنظمة التربة عالميًّا، الأمر الذي يؤدي إلى تدهور الأراضي، وخاصة في البلدان النامية. تشير التقديرات إلى أن معدلات التعرية العالمية في الأراضي الزراعية التقليدية تتجاوز معدلات تكوين التربة بأكثر من عشرة أضعاف. يؤدي الاستخدام المفرط الواسع النطاق للمياه الجوفية إلى عجز في المياه في العديد من البلدان. بحلول عام 2025، قد تؤثر ندرة المياه على الظروف المعيشية لثلثي سكان العالم.
فقدان التنوع الحيوي
يتسبب الأثر المدمّر للنشاط البشري على موائل الحياة البرية في جميع أنحاء العالم في التعجيل بانقراض الأنواع النادرة، ما يقلل بشكل كبير من التنوع الحيوي للأرض. إن دورة النيتروجين الطبيعية مثقلة بشكل كبير بالتثبيت والاستخدام الصناعي للنيتروجين، ما يؤدي إلى تعطيل معظم أنواع الأنظمة البيئية المعروفة.
يفتك البلاستيك المتراكم في المحيطات بالحياة المائية، ويؤدي تحمّض المحيطات بسبب التركيز الزائد لثاني أكسيد الكربون في الغلاف الجوي إلى تبييض الشعب المرجانية وإعاقة الكائنات الحاملة لقشرة. يعرض نقص الجليد البحري في القطب الشمالي الناجم عن الاحتباس الحراري الدب القطبي للخطر.
في عام 2019، نشرت المنصّة الحكومية الدولية للعلوم والسياسات في مجال التنوع الحيوي وخدمات النظم البيئية تقريرًا موجزًا لواضعي السياسات يتضمن أكبر الدراسات وأكثرها شمولًا حتى الآن بشأن التنوع الحيوي وخدمات النظم البيئية، وقد تم الانتهاء من وضع التقرير بصيغته النهائية في باريس، واستنتاجاته الرئيسية هي:
1. على مدى الخمسين عامًا الماضية، تدهورت حالة الطبيعة بمعدل غير مسبوق ومتسارع.
2. العوامل الرئيسية التي أدت إلى هذا التدهور هي التغيرات في استخدام الأراضي والبحر، واستغلال الكائنات الحية، وتغير المناخ، والتلوث، والأنواع الغازية. إن هذه العوامل الخمسة بدورها ناجمة عن سلوكيات مجتمعية، من الاستهلاك إلى الحوكمة.
3. إن الضرر الذي يلحق بالنظم الإيكولوجية يقوّض ويضعضع 35 هدفًا من أصل 44 هدفًا مختارًا للأمم المتحدة، بما في ذلك أهداف التنمية المستدامة للجمعية العامة للأمم المتحدة فيما يتصل بالفقر والجوع والصحة والمياه ومناخ المدن والمحيطات والأراضي. يمكن أن تتسبب بمشاكل في الغذاء والماء وإمدادت الهواء للبشرية.
4. لحل المشكلة، ستحتاج البشرية إلى تغيير تحوليّ يتضمن الزراعة المستدامة، وخفض الاستهلاك والنفايات، والإدارة التعاونيّة للمياه.[6][7]

## الأسباب الصحية لاقتصاد الحالة الثابتة
باستثناء الأسباب المرتبطة بنضوب الموارد والقدرة الاستيعابية للنظام البيئي، فهناك أسباب أخرى للحد من الاستهلاك، إذ يضر الاستهلاك المفرط بصحة أولئك الذين يستهلكون كثيرًا.
على سبيل المثال، تستحوذ صناعة الغذاء على حصة كبيرة من الاستهلاك البشري، وهي مسؤولة عن 37٪ من الانبعاثات العالمية للغازات المسببة للاحتباس الحراري، وتشير الدراسات إلى أن الناس يهدرون خمس المنتجات الغذائية من خلال التخلص منها أو الإفراط في الاستهلاك. بحلول الوقت الذي يصل فيه الطعام إلى المستهلك، فإن ما نسبته 9% (160 مليون طن) لا تؤكل و10% تضيع بسبب الإفراط في الاستهلاك - مما يعني أن المستهلكين تناولوا أكثر مما يلزمهم من السعرات الحرارية المطلوبة. عندما يستهلك الشخص كثيرًا، فإن هذا لا يفسر فقط الخسائر في بداية مرحلة الإنتاج (والإفراط في الإنتاج) ولكنه أيضًا يفسح المجال للاستهلاك المفرط للطاقة والبروتين، ما يؤدي إلى تأثيرات ضارّة على الجسم مثل السّمنة.
في سبتمبر 2019، قبل يوم واحد من الإضراب العالميّ من أجل المناخ في 20 سبتمبر 2019. نشرت صحيفة الغارديان، مقالًا يلخص العديد من الأبحاث ويقول إن الحد من الاستهلاك ضروري لصحة كبار المستهلكين: يمكن أن يزيد التشاعرَ ويحسّن الاتصالات مع الآخرين وأكثر.